# Graben Stadionstraße
Der Graben Stadionstraße ist ein etwa 1,9 Kilometer langer Wassergraben in Hamburg-Bahrenfeld. Er verläuft verrohrt parallel zur Stadionstraße und zum Hellgrundweg und mündet zusammen mit dem Schießplatzgraben durch ein Rückhaltebecken am Farnhornstieg in die Mühlenau.